# Personale del Consejo Mundial de Lucha Libre
Il Consejo Mundial de Lucha Libre (CMLL) è una federazione di lucha libre messicana. Nel suo parco atleti sono presenti wrestler uomini, donne, Mini e Micro Estrellas (lottatori affetti da nanismo). Come vuole la tradizione, i luchadores sono per lo più mascherati, e la loro identità non è nota al pubblico.
La CMLL inoltre ha diversi accordi di collaborazione con altre federazioni in tutto il mondo, fra cui New Japan Pro-Wrestling, Revolution Pro Wrestling, Major League Wrestling, All Elite Wrestling e Ring of Honor.

## Luchadores
| Nome                 | Nome Reale              | Note                                                                     |
| -------------------- | ----------------------- | ------------------------------------------------------------------------ |
| Akuma                |                         |                                                                          |
| Angel de Oro         | Miguel Chavez           | CMLL World Tag Team Champion                                             |
| Apocalipsis          | Juan Uribe              |                                                                          |
| Arkalis              |                         |                                                                          |
| Atlantis             |                         |                                                                          |
| Atlantis Jr.         |                         | World Historic Light Heavyweight Champion                                |
| Audaz                |                         |                                                                          |
| Averno               |                         | CMLL World Light Heavyweight Champion CMLL World Trios Champion          |
| Barbaro Cavernario   | Leonardo Ayala          |                                                                          |
| Bengala              |                         |                                                                          |
| Black Panther        |                         |                                                                          |
| Blue Panther         | Genaro Vazquez Nevarez  |                                                                          |
| Blue Panther Jr.     |                         |                                                                          |
| Cancerbero           |                         |                                                                          |
| Cholo                | Carlos Mendoza          |                                                                          |
| El Coyote            |                         |                                                                          |
| Dark Magic           | Chayton Gamba           |                                                                          |
| Disturbio            | Israel Alvarez          |                                                                          |
| Dragon Rojo Jr.      |                         |                                                                          |
| Drone                |                         |                                                                          |
| Dulce Gardenia       | Javier Gomez            | Occidente Tag Team Champion                                              |
| Electrico            |                         |                                                                          |
| Ephesto              |                         |                                                                          |

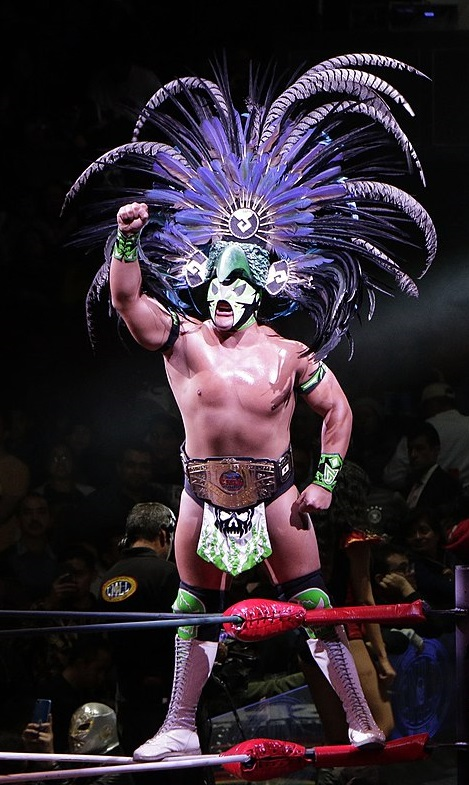
Gran Guerrero

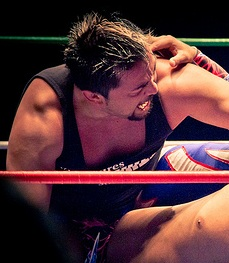
Averno

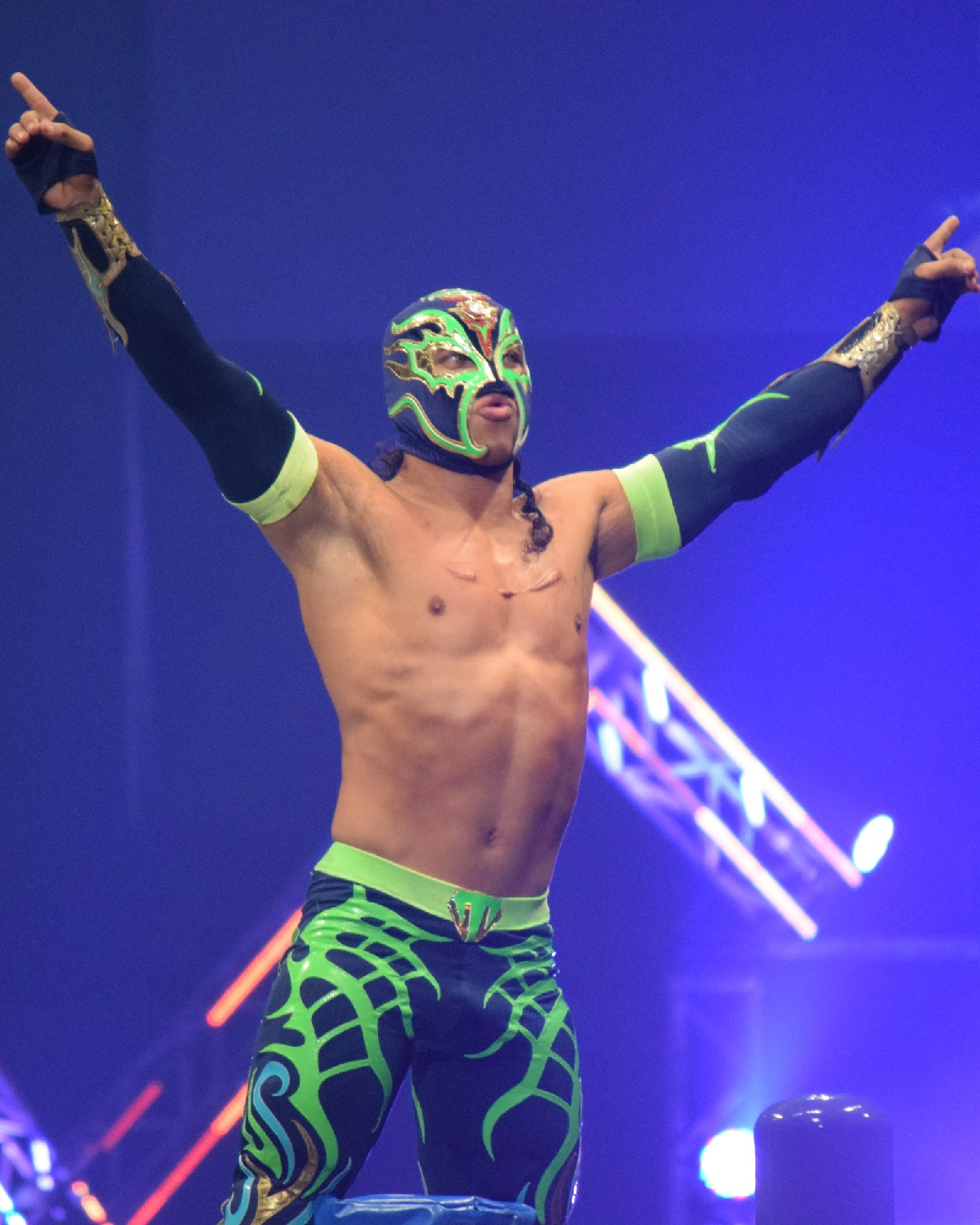
Titan

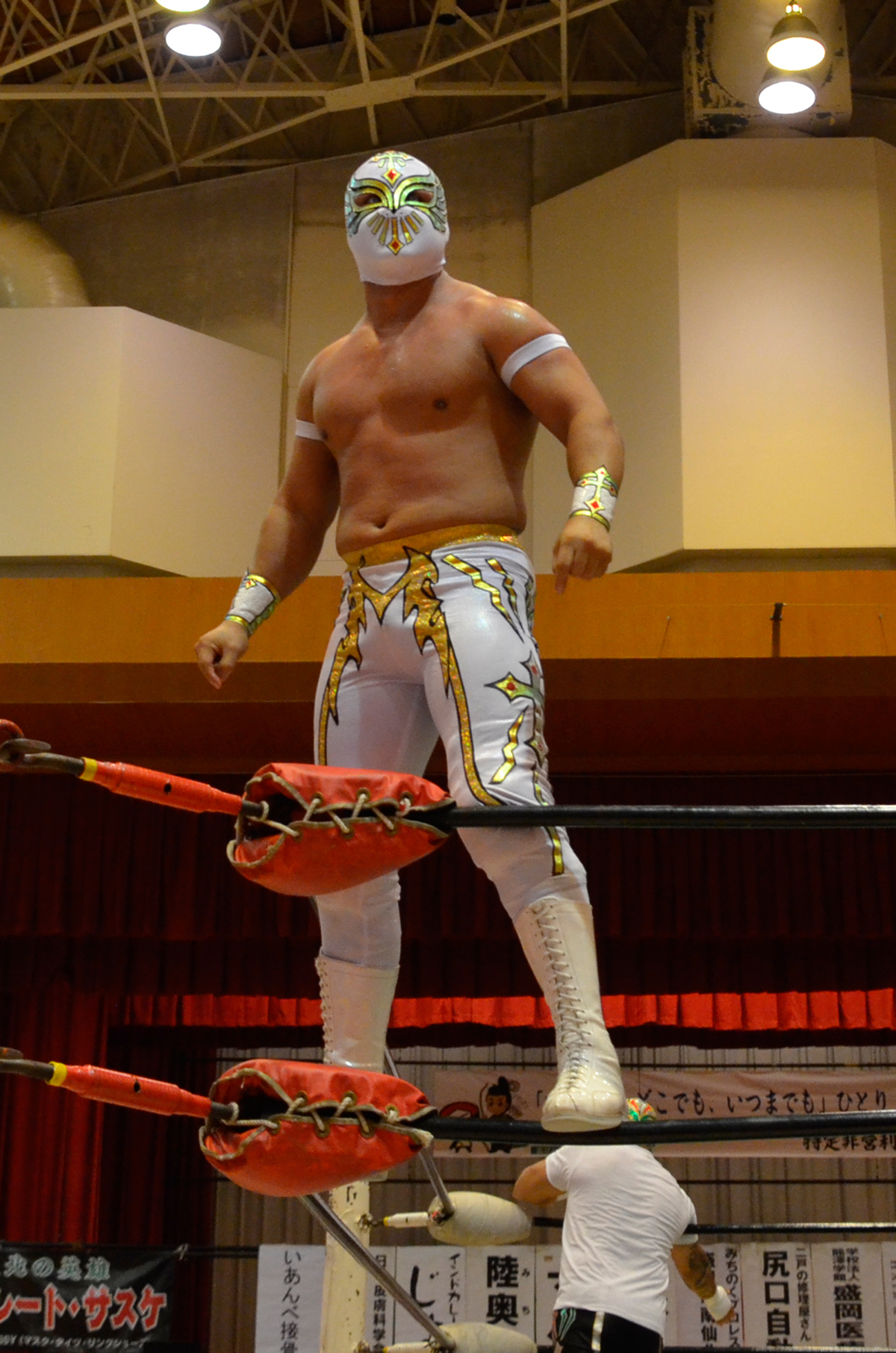
Mistico

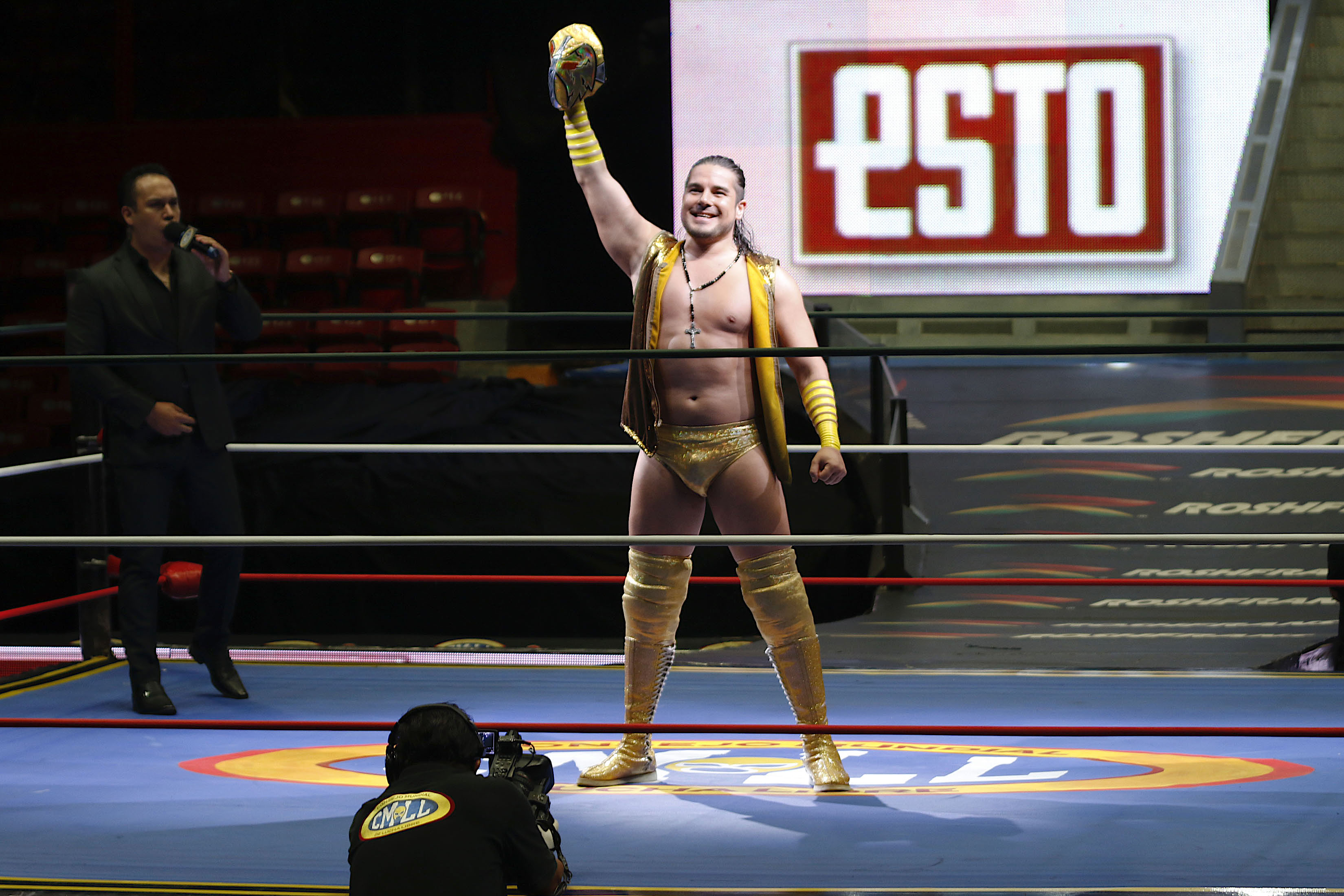
Angel de Oro

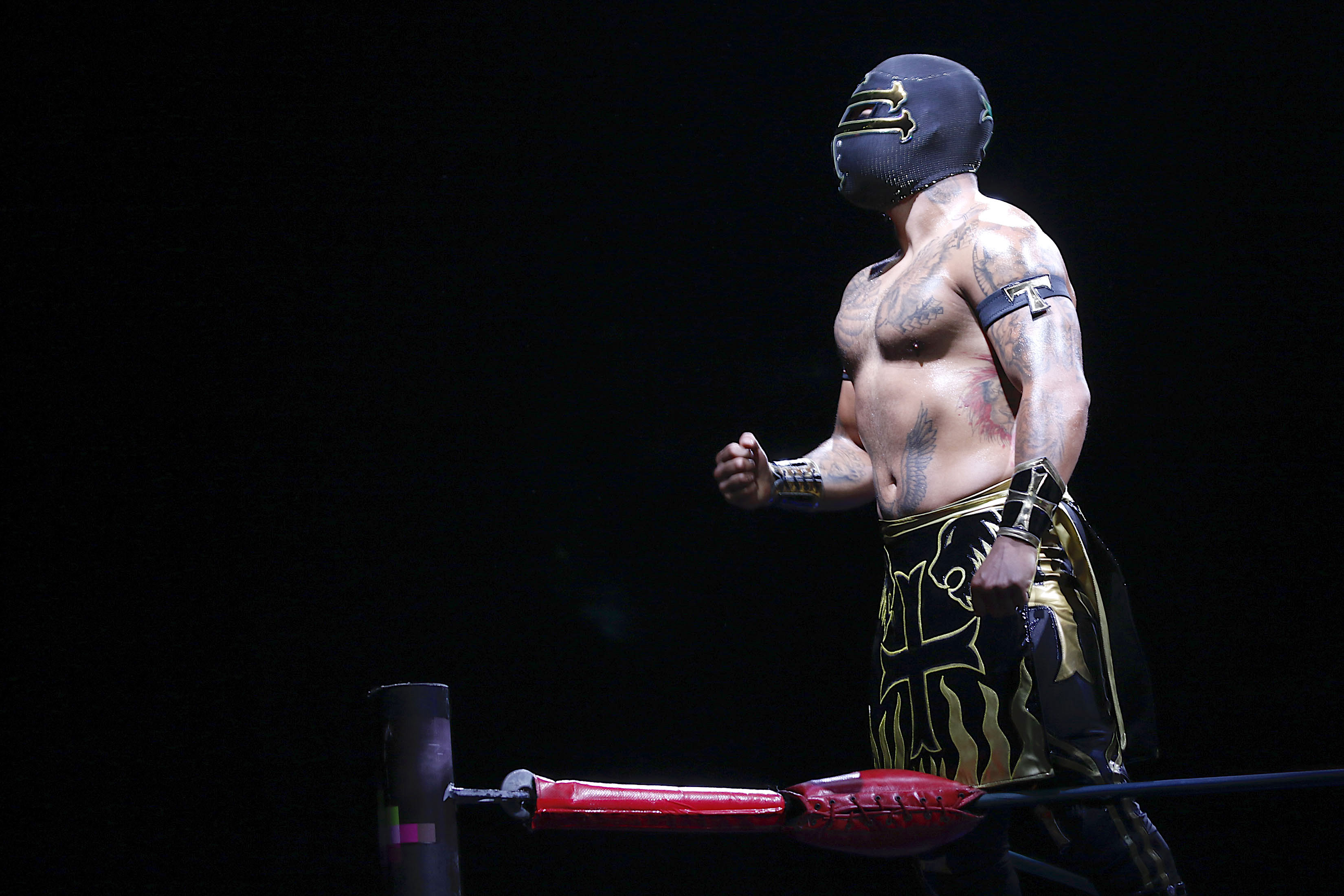
Templario

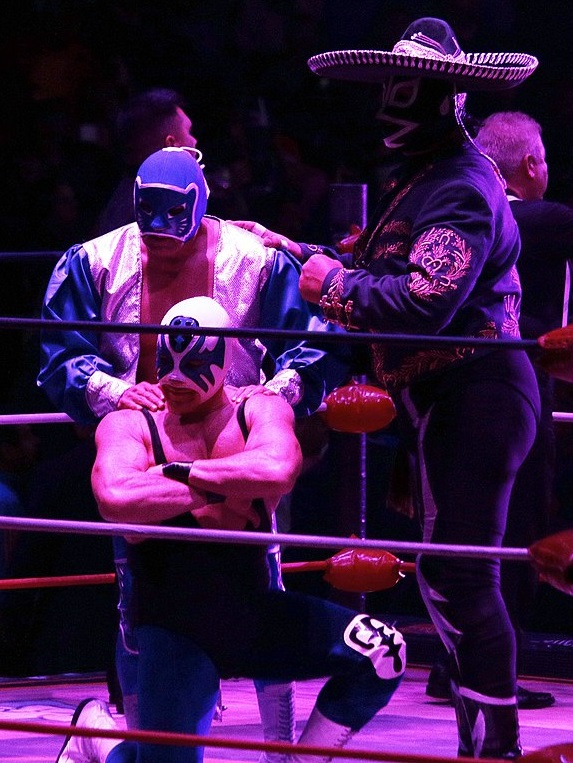
Atlantis e Atlantis Jr.

| Esfinge              |                         | National Light Heavyweight Champion Occidente Light Heavyweight Champion |
| Espanto Jr.          |                         |                                                                          |
| Euforia              |                         | CMLL World Trios Champion                                                |
| El Felino            | Jorge Ruiz              |                                                                          |
| Espiritu Negro       | Juan Olalde             |                                                                          |
| Felino Jr.           |                         |                                                                          |
| Flip Gordon          | Travis Lopes            |                                                                          |
| Flyer                |                         |                                                                          |
| Fuego                |                         |                                                                          |
| Fugaz                |                         |                                                                          |
| Futuro               |                         |                                                                          |
| Grako                |                         |                                                                          |
| Gran Guerrero        |                         | CMLL World Heavyweight Champion                                          |
| Guerrero Maya Jr.    |                         | National Middleweight Champion                                           |
| Halcon Suriano Jr.   |                         |                                                                          |
| Hechichero           |                         |                                                                          |
| Hijo del Signo       | Marco Antonio Rodriguez |                                                                          |
| Hijo del Villano III |                         | Arena Coliseo Tag Team Champion                                          |
| Inquisidor           |                         |                                                                          |
| Kraneo               |                         |                                                                          |
| Leono                |                         |                                                                          |
| Luciferno            |                         |                                                                          |
| Magnus               |                         | National Tag Team Champion                                               |
| Mascara Año 2000     | Jesus Gonzalez          |                                                                          |
| Mascara Dorada       |                         | World Historic Welterweight Champion                                     |
| Mephisto             |                         | CMLL World Trios Champion                                                |
| Misterioso Jr.       |                         |                                                                          |
| Místico              | Luis Urive Alvirde      | World Historic Middleweight Champion                                     |
| Neon                 |                         |                                                                          |
| Niebla Roja          | Sergio Chavez           | CMLL World Tag Team Champion                                             |
| Nitro                |                         |                                                                          |
| Okumura              | Shigeo Okumura          |                                                                          |
| Olimpico             | Joel Galicia            |                                                                          |
| Oro Jr.              |                         |                                                                          |
| Pegasso              |                         |                                                                          |
| Polvora              |                         |                                                                          |
| Principe Diamante    |                         |                                                                          |
| Principe Odin Jr.    |                         |                                                                          |
| Rayo Metalico        |                         | Mexican National Lightweight Champion                                    |
| Raziel               |                         |                                                                          |
| Retro                |                         |                                                                          |
| Rey Bucanero         | Arturo Ortiz            |                                                                          |
| Rey Cometa           | Mario Gonzalez          |                                                                          |
| Robin                |                         |                                                                          |
| Rocky Romero         | John Rivera             |                                                                          |
| Rugido               |                         | National Tag Team Champion                                               |
| Sagrado              |                         |                                                                          |
| Sangre Imperial      |                         |                                                                          |
| Sensei               |                         |                                                                          |
| Shocker              | Jose Jair Soria         |                                                                          |
| El Soberano Jr.      |                         |                                                                          |
| Sonic                |                         |                                                                          |
| Star Jr.             |                         |                                                                          |
| Stigma               |                         | CMLL World Lightweight Champion                                          |
| Stuka Jr.            |                         |                                                                          |
| Super Astro          |                         |                                                                          |
| Templario            |                         | CMLL World Middleweight Champion                                         |
| El Terrible          | Damian Hernandez        |                                                                          |
| Titan                |                         | CMLL World Welterweight Champion                                         |
| Último Guerrero      | Jose Hernandez          |                                                                          |
| Universo 2000 Jr.    |                         |                                                                          |
| Valiente             |                         |                                                                          |
| Villano III Jr       |                         | Arena Coliseo Tag Team Champion                                          |
| Virus                | Ricardo Carreño         |                                                                          |
| Volador Jr.          | Ramon Ibarra Rivera     |                                                                          |
| Yago                 |                         |                                                                          |
| Zandokan Jr.         |                         | Occidente Middleweight Champion                                          |

## Luchadoras

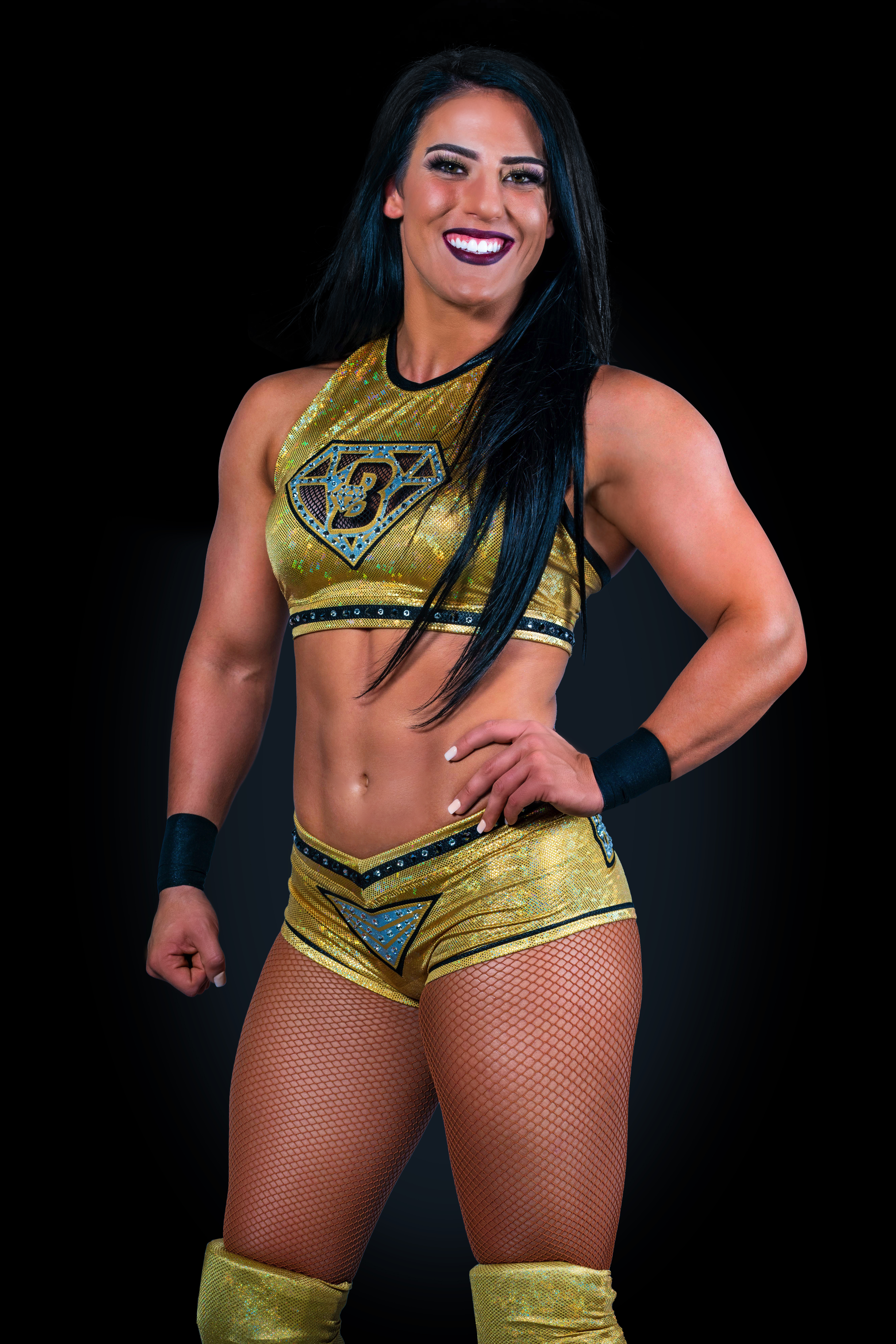
Tessa Blanchard

| Nome             | Nome Reale       | Note                                                            |
| ---------------- | ---------------- | --------------------------------------------------------------- |
| La Amapola       | Guadalupe Olvera |                                                                 |
| Andromeda        |                  | National Women's Tag Team Champion                              |
| Avispa Dorada    |                  |                                                                 |
| La Comandante    | Norma Martinez   |                                                                 |
| La Guerrera      | Brenda Gonzales  |                                                                 |
| La Jarochita     |                  |                                                                 |
| Lluvia           |                  | Occidente Women's Champion CMLL World Women's Tag Team Champion |
| La Magnifica     | Tamara Garcia    |                                                                 |
| La Metalica      |                  |                                                                 |
| Marcela          | Maria Gomez      |                                                                 |
| Mystique         |                  |                                                                 |
| Princesa Sugheit |                  |                                                                 |
| Reyna Isis       | Yaksiry Palacios |                                                                 |
| Sanely           |                  | National Women's Champion                                       |
| La Seductora     | Irene Lagunas    |                                                                 |
| Silueta          | Joana Hernandez  |                                                                 |
| Skadi            |                  | National Women's Tag Team Champion                              |
| Tessa Blanchard  | Tessa Blanchard  | CMLL World Women's Tag Team Champion                            |
| Tiffany          | Xochitl Sanchez  |                                                                 |
| La Vaquerita     |                  |                                                                 |
| Zeuxis           |                  | CMLL World Women's Champion                                     |

## Mini Estrellas

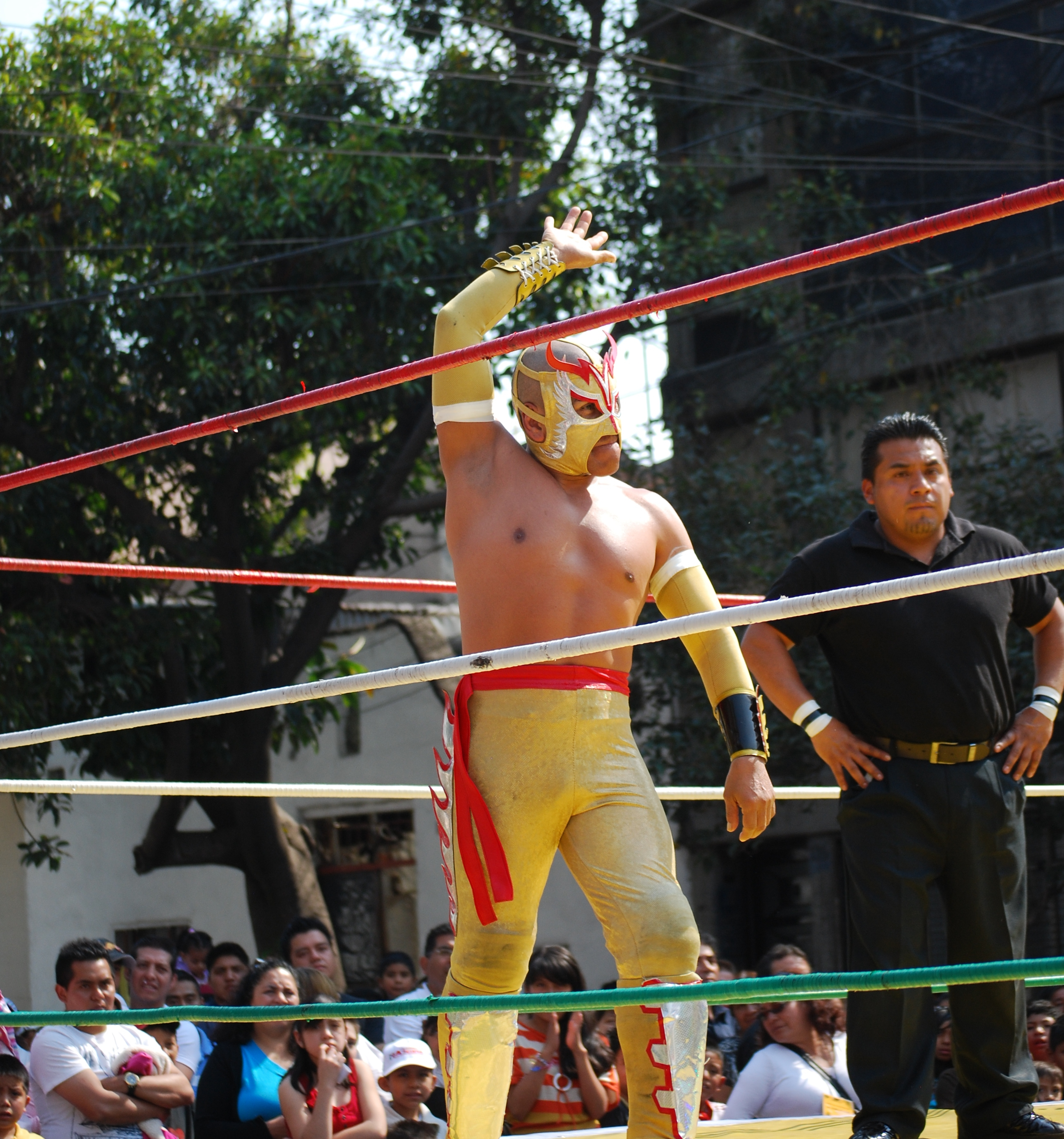
Ultimo Dragoncito

| Nome                  | Nome Reale       | Note                       |
| --------------------- | ---------------- | -------------------------- |
| Acero                 |                  |                            |
| Aereo                 | Victor Hernandez |                            |
| Angelito              |                  |                            |
| Fantasy               |                  |                            |
| Kemonito              |                  |                            |
| Mercurio              |                  |                            |
| Pequeño Nitro         |                  |                            |
| Pequeño Olimpico      |                  |                            |
| Pequeño Universo 2000 |                  |                            |
| Pequeño Violencia     |                  |                            |
| Pierrothito           |                  |                            |
| Shockercito           | Javier Sanchez   |                            |
| Ultimo Dragoncito     |                  | CMLL World Mini's Champion |

## Micro Estrellas
| Nome                | Nome Reale                 | Note                        |
| ------------------- | -------------------------- | --------------------------- |
| Angel               |                            |                             |
| Atomo               |                            |                             |
| Chamuel             | Jose Francisco Garcia Cruz |                             |
| El Gallito          |                            |                             |
| Guapito             | Armando Garcia             |                             |
| Micro Gemelo Diablo |                            | CMLL World Micro's Champion |
| Mije                |                            |                             |
| Zacarias el Perico  |                            |                             |